# Шарп, Ди Ди
Ди Ди Шарп (англ. Dee Dee Sharp, наст. имя — Дайоуни Лару (англ. Dione LaRue); род. 9 сентября 1945) — американская певица, работающая в жанре R&B.
Наиболее известна по своему хиту 1962 года «Mashed Potato Time», который возглавил R&B-чарт «Билборда». На тот момент ей было всего 17, и она мгновенно стала очень популярна. Сайт AllMusic называет её «первым чёрным тин-айдолом».
Два её сингла, «Mashed Potato Time» и «Ride», были сертифицированы золотыми за продажи в более чем миллионе экземпляров каждый.
Начинала же она свою карьеру в звукозаписи как бэк-вокалистка.

## Дискография

### Студийные альбомы
- 1962: It's Mashed Potato Time[англ.] (US: 44 место в США)
- 1962: Songs Of Faith
- 1962: Down To Earth (с Чабби Чекером) (US: 117 место)
- 1963: Do The Bird
- 1963: Down Memory Lane
- 1975: Happy Bout The Whole Thing (US R&B: 48 место)
- 1977: What Color Is Love (как Dee Dee Sharp Gamble, в ассоциации с Кеннетом Гэмблом)
- 1980: Dee Dee (US R&B: 59 место)

### Сборники
- 1963: 18 Golden Hits
- 1963: All The Hits
- 1963: Biggest Hits
- 2005: Best Of Dee Dee Sharp 1962—1966
- 2006: Sharp Goes Wild

### Синглы
| Год  | Название                                               | Чарты | Чарты  |
| Год  | Название                                               | US    | US R&B |
| ---- | ------------------------------------------------------ | ----- | ------ |
| 1962 | «Mashed Potato Time» (Cameo C-212)                     | 2     | 1      |
| 1962 | «Slow Twistin'» (Parkway P-835)                        | 3     | 3      |
| 1962 | «Gravy (For My Mashed Potatoes)» (Cameo C-219)         | 9     | 11     |
| 1962 | «Ride!» (Cameo C-230)                                  | 5     | 7      |
| 1963 | «Do the Bird» A (Cameo C-244)                          | 10    | 8      |
| 1963 | «Rock Me in the Cradle of Love» (Cameo C-260)          | 43    | —      |
| 1963 | «Wild!» (Cameo C-274)                                  | 33    | 25     |
| 1964 | «Where Did I Go Wrong» (Cameo C-296)                   | 82    | —      |
| 1964 | «Willyam, Willyam» (Cameo C-296)                       | 97    | —      |
| 1965 | «I Really Love You» (Cameo C-375)                      | 78    | 37     |
| 1975 | «Share Your Love»B                                     | —     | —      |
| 1976 | «I’m Not In Love» (TSOP 4776)                          | —     | 62     |
| 1980 | «Breaking Аnd Entering / Easy Money»C                  | —     | —      |
| 1980 | «I Love You Anyway» (Philadelphia International 70058) | —     | 79     |

- A"Do the Bird"" также достиг 46 места в UK Singles Chart
- B"Share Your Love" также достиг 28 места в чарте Billboard Disco Singles
- C"Breaking and Entering" также достиг 1 места в чарте Billboard Dance Music/Club Play Singles